# Common Intermediate Language
Common Intermediate Language (сокращённо CIL) — «высокоуровневый ассемблер» виртуальной машины .NET. Промежуточный язык, разработанный компанией Microsoft для платформы .NET Framework. JIT-компилятор CIL является частью CLR (англ. common language runtime) — общей среды выполнения программ, написанных на языках .NET. Ранее язык назывался «Microsoft Intermediate Language (MSIL)», однако был переименован для создания стандарта «ECMA-335».
Все компиляторы, поддерживающие платформу .NET, должны транслировать код с языков высокого уровня платформы .NET на язык CIL. В частности, код на языке CIL генерируют все компиляторы .NET компании Microsoft, входящие в среду разработки Microsoft Visual Studio (C#, Managed C++, Visual Basic .NET, Visual J# .NET).
По синтаксису и мнемонике язык CIL напоминает язык ассемблера. Его можно рассматривать как ассемблер виртуальной машины .NET. В то же время язык CIL содержит некоторые достаточно высокоуровневые конструкции, повышающие его уровень по сравнению с ассемблером для любой реально существующей машины, и писать код непосредственно на CIL легче, чем на ассемблере для реальных машин. Поэтому CIL можно рассматривать как своеобразный «высокоуровневый ассемблер».
Язык CIL также нередко называют просто IL от англ. intermediate language — буквально «промежуточный язык».
Синтаксис и мнемоника языка CIL описываются стандартом «ECMA-335». Спецификация CIL является составной частью более общей спецификации — спецификации CLI (англ. common language infrastructure).

## Пример кода
Следующая программа написана на языке CIL и выводит строку «Hello, world!».
```
.assembly Hello {}
.method public static void Main() cil managed
{
     .entrypoint
     .maxstack 1
     ldstr "Hello, world!"
     call void [mscorlib]System.Console::WriteLine(string)
     ret
}
```

Следующая программа записана на языке C#.
```
static
 
void
 
Main
 
(
 
string
 
[]
 
args
 
)

{

    
for
 
(
 
int
 
i
 
=
 
2
;
 
i
 
<
 
1000
;
 
i
++
 
)

    
{

         
for
 
(
 
int
 
j
 
=
 
2
;
 
j
 
<
 
i
;
 
j
++
 
)

         
{

              
if
 
(
 
i
 
%
 
j
 
==
 
0
 
)

                   
goto
 
outer
;

         
}

         
Console
.
WriteLine
(
 
i
 
);

         
outer
:;

    
}

}

```

Рассмотрим код CIL, в который компилируется код C#, записанный выше.
```
.assembly primes{}
.method private hidebysig static void Main(string[] args) cil managed
{
    .entrypoint
    .maxstack  2
    .locals init (int32 V_0,
                  int32 V_1)

              ldc.i4.2
              stloc.0    // v_0=2
              br.s       IL_001f
    IL_0004:  ldc.i4.2
              stloc.1    // v_1=2
              br.s       IL_0011
    IL_0008:  ldloc.0 // V_0  
              ldloc.1 // V_1
              rem     // V_0 % V_1
              brfalse.s  IL_001b
              ldloc.1  //v_1
              ldc.i4.1
              add
              stloc.1 // v_1+=1
    IL_0011:  ldloc.1 //if v_1<=v_0
              ldloc.0
              blt.s      IL_0008
              ldloc.0
              call       void [mscorlib]System.Console::WriteLine(int32)
    IL_001b:  ldloc.0 //v_0
              ldc.i4.1
              add
              stloc.0 //v_0+=1
    IL_001f:  ldloc.0
              ldc.i4     0x3e8
              blt.s      IL_0004 //if v_0<=1000
              ret
}
```

В комплекте с IDE «Microsoft Visual Studio» поставляется утилита ildasm, позволяющая просматривать код CIL. ildasm по умолчанию устанавливается в папку «C:\Program Files (x86)\Microsoft SDKs\Windows\v8.1A\bin\NETFX 4.5.1 Tools» (точный путь зависит от разрядности ОС и версии .NET Framework).